# Dobbelthelix
Indenfor molekylærbiologi henviser begrebet dobbelthelix til den struktur, der dannes af dobbelt-strengede nukleinsyremolekyler såsom DNA. Et nukleinsyrekompleks' dobbelt-skruelinjestruktur sker som konsekvens af dens sekundære struktur, og er en grundlæggende komponent i forbindelse med at afgøre dens tertiære struktur. Begrebet blev kendt ved udgivelsen af bogen The Double Helix: A Personal Account of the Discovery of the Structure of DNA af James Watson i 1968.

## Fodnoter
1. ↑  Kabai, Sándor (2007). "Double Helix". The Wolfram Demonstrations Project. Arkiveret fra originalen 15. januar 2018. Hentet 31. maj 2016.

| Biologi | Spire Denne artikel om biologi er en spire som bør udbygges. Du er velkommen til at hjælpe Wikipedia ved at udvide den. |